# みんなのポケモンスクランブル
『みんなのポケモンスクランブル』（英: Pokémon Rumble World）は、有限会社アンブレラが開発し、株式会社ポケモンより2015年4月8日に配信され、同年11月19日にパッケージ版が発売されたニンテンドー3DS用ソフト。

## 概要
『乱戦!ポケモンスクランブル』『スーパーポケモンスクランブル』『ポケモンスクランブル U』の派生作品で、ネジで動くポケモンのおもちゃを操作してバトルを行う。
『ポケットモンスター X・Y』で初登場したポケモンを含め、本作配信時点で公開されている全719種のポケモンが（フォルムチェンジなどの、ポケモンごとの形態の違い・メガシンカ・ゲンシカイキも含めて）登場する。
DL版から約7か月後の11月19日にパッケージ版が販売された。ダウンロード版の全要素と課金で追加される要素を最初から使用可能となっている。DL版とのデータ共有は不可。

## ストーリー
舞台はMiiとポケモンのおもちゃが暮らすおもちゃの国。ある日、主人公は王様から国王直属の冒険家に任命され、ポケモン集めの冒険に出ることとなる。一方で王国乗っ取りをたくらむ闇の魔術師の陰謀や国内で起こる様々なトラブルに巻き込まれていくこととなる。

## システム
ポケモンを集めながらステージを進み、ボスを倒すという基本的な流れはこれまでのシリーズ作同様。今作ではポケモン収集が大きな目的となっており、捕獲したポケモンの種類に応じて「ランク」がアップ、ステージに出てくるポケモンが強くなっていく。
また、今作ではメガシンカのシステムを導入、ポケモンにメガストーンを持たせている場合はキーストーンが埋め込まれた「メガネジ」を使いメガシンカ、一時的にステータスを大きく伸ばすことができる。グラードン、カイオーガはゲンシカイキが可能で、ゲンシグラードンはみず無効、ゲンシカイオーガはほのお無効の特殊能力を得ることができる。
倒した際に通り名がついたポケモンをドロップする時がある。通り名の後ろに『+』、『++』がついていると性能が上昇する。
また、複数の通り名を所持しているレアポケモンも存在する。
『サビた』という通り名のポケモンを入手した際は、施設「サビ落とし屋」でサビを落としてもらうことでレアポケモンに変化する。
なお、本作ではゲームを進めることで「サビ落とし屋」などといった城下町の施設が増えていく。

## ポケダイヤ
本作は基本無料のゲームだが、気球やアイテムの購入や気球の再充填時間の短縮、コンティニューなどで「ポケダイヤ」というアイテムを消費する。
ポケダイヤはすれ違い通信、フレンドとのいつの間に通信、1日1回無償で可能なインターネット通信（2回目以降はゲームコインを10枚消費することで可能）で手に入る（1日5個まで）。
また、ニンテンドーポイントを消費して購入することもできる。課金ゲームとしては珍しく購入上限が設定されておりニンテンドーポイントを消費して3000個上限で購入可能。パッケージ版は開始時点で3000個のポケダイヤがプレゼントされるため、課金はできない。また2023年3月28日にニンテンドーeショップのサービスが終了したため課金出来なくなった。
上限まで購入した場合やパッケージ版は1日20個のポケダイヤを入手できる施設「ポケダイヤ掘り機」、しぼんだ気球を膨らますのに消費するポケダイヤすべて1個にする「気球VIPカード」、通常はポケダイヤ2個を消費して好きな場所へ行ける見切りの奥義のポケダイヤ消費を1個にする「みきりVIPカード」が贈呈される。
Ver.1.1でポケダイヤ掘り機の性能が向上。1日40個のポケダイヤが入手可能。

## ゲームモード

### ステージ
今作は気球をポケダイヤで買うことでステージに行けるようになる。気球によって行けるステージが変わる。気球ごとに複数のステージが存在し、ルーレットで行き先を決める。この際、ポケダイヤを消費することで狙った目的地を選択することもできる。また、ステージに星が付いている事があり、星がひとつだと「中央」、星がふたつだと「奥地」、星がみっつだとボスに伝説や幻のポケモンが登場する「聖域」に行くことができる。星が多いほどレアなポケモンが出現するようになる。
気球は一度使うと膨らますのに時間がかかるが、ポケダイヤを消費する（気球VIPカードがない場合は最大で10個）ことで一瞬でふくらますことも可能。基本的に高価な気球ほど充填に時間がかかる。（最長で20時間）
わかば号
草タイプのポケモンが多いステージ。
しずく号
水タイプのポケモンが多いステージ。
ひのこ号
炎タイプのポケモンが多いステージ。
ルビー号
ホウエン地方のポケモンが多いステージ。最大ボスにグラードンなどが出現する。
サファイア号
ホウエン地方のポケモンが多いステージ。最大ボスにカイオーガなどが出現する。
シルバー号
ジョウト地方のポケモンが多いステージ。最大ボスにルギアなどが出現する。
ゴールド号
ジョウト地方のポケモンが多いステージ。最大ボスにホウオウなどが出現する。
ダイヤモンド号
シンオウ地方のポケモンが多いステージ。最大ボスにディアルガなどが出現する。
パール号
シンオウ地方のポケモンが多いステージ。最大ボスにパルキアなどが出現する。
ブラック号
イッシュ地方のポケモンが多いステージ。最大ボスにレシラムなどが出現する。
ホワイト号
イッシュ地方のポケモンが多いステージ。最大ボスにゼクロムなどが出現する。
フェアリー号
カロス地方のポケモンが多いステージ。最大ボスにゼルネアスなどが出現する。
ダーク号
カロス地方のポケモンが多いステージ。最大ボスにイベルタルなどが出現する。
オリジン号
カントー地方のポケモンが多いステージ。最大ボスにミュウツーなどが出現する。
スターライト号
強いポケモンが多いステージ。最大ボスにジラーチなどが出現する。
リバース号
強いポケモンが多いステージ。最大ボスにギラティナなどが出現する。
プラズマ号
強いポケモンが多いステージ。最大ボスにキュレムなどが出現する。
レジェンド号
特別なポケモンが多いステージ。最大ボスにアルセウスなどが出現する。
ビッグチャンス号
Ver.1.1でプレゼントされる気球。「変幻の地」と呼ばれる入手済みの気球で挑戦できるステージ限定だが未入手のポケモンが出やすいランダムステージが出現する。

### チャレンジバトル
冒険者ランクが「4」まで上がると、王様からのお願いを聞くことでミッションに挑むことができる。従来のバトルロイヤル形式からポケモンやMiiの護衛などミッションの内容は様々。クリアすることでポケダイヤを入手できる。

## あいことば
今作にも存在し、あいことば限定の通り名もある。
ポケモンやMiiの服やポケダイヤが入手出来る。

## アップデート
Verは起動時下画面で確認可能。
Ver.1.0
2015年4月8日配信。
Ver.1.1
2015年8月5日配信。新気球、ビックチャンス号を追加。ポケダイヤ掘り機の性能向上など。